# Parc naturel des volcans du Kamtchatka
Ne doit pas être confondu avec Volcans du Kamtchatka.
Le parc naturel des volcans du Kamtchatka (en russe : Природный парк « Вулканы Камчатки », Prirodny park « Voulkany Kamtchatki ») est une zone naturelle spécialement protégée. C'est la plus grande du kraï du Kamtchatka par ses dimensions : 2 475 000 ha. Le parc présente un grand nombre d'attractions naturelles intéressant de nombreux types de touristes. En vue de protéger ces territoires certains volcans encore en activité et d'autres actuellement éteints ont été repris sur la liste de demande d'inscription au patrimoine naturel mondial de l'UNESCO. Depuis 1996, six aires protégées comprenant plusieurs volcans ont déjà été classés au patrimoine mondial de l'Unesco sous le bien « Volcans du Kamtchatka ».

## Ensembles

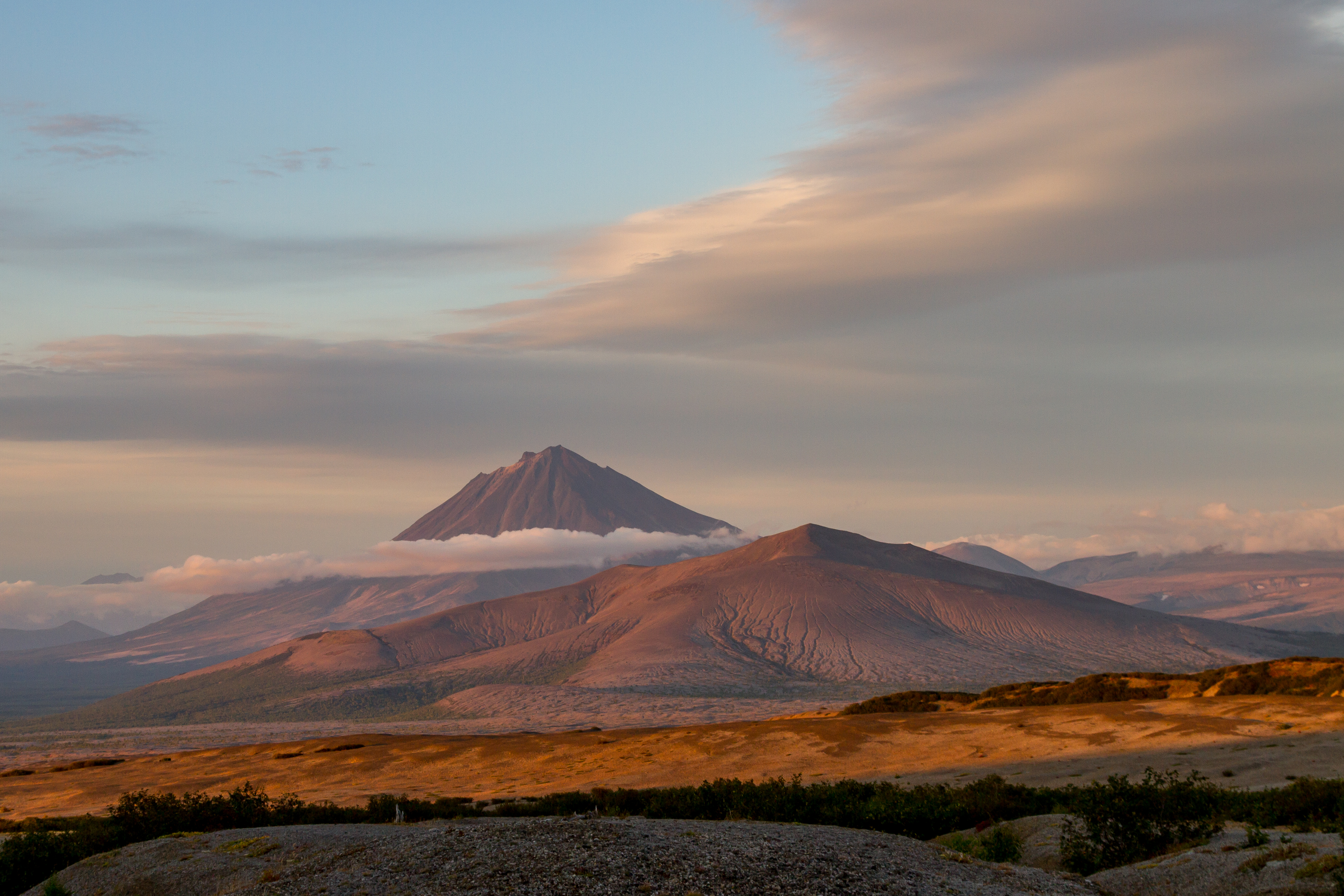
Le volcan Khodoutka.

Le territoire du parc est composé de quatre ensembles :
- le parc naturel de Nalytchevo situé sur le territoire de la vallée de Nalytchevo compte un grand nombre de points de vente d'eaux thermales et minérales. On y trouve parmi les volcans actifs les monts Avatchinski, Koriakski, Joupanovski et Dzenzourski[2] ;
- le parc naturel du Kamtchatka du Sud (en russe : природный парк « Южно-Камчатский ») est l'un des parcs les plus visités du Kamtchatka. Il se caractérise par la variété de son relief : depuis la côte du Pacifique avec ses plages jusqu'aux glaciers sur les pentes des volcans (parmi lesquels sont en activité les monts Ksoudatch, Khodoutka, Moutnovski). Sur le territoire du parc coulent les rivières Assatcha, Khodoutka, Vestik, Jioltaïa, Ilinski, et naissent les sources d'eau chaude : Jeltovski, Assatchinski, Jirovski, celles de la Petite vallée des Geysers, Vilioutchinski, Moutnovski, Khodoutkinski[3] ;
- le parc naturel de la Bystraïa réunit sur son territoire une centaine de volcans dont un en activité : l'Itchinski. Les traditions et les modes de vie des peuples du Grand Nord y font l'objet d'une attention particulière : les Évènes, les Koriaks et les Itelmènes[4] ;
- le parc naturel du Klioutchevskoï présente un volcanisme très actif (13 volcans parmi lesquels le Klioutchevskoï, le Kamen et le Bezymianny). On y trouve aussi 47 glaciers y compris le plus important du Kamtchatka le glacier Bogdanovitch, et le glacier Ermane, sur une superficie relativement petite de 371,022 ha[5],[6] ;
- la réserve naturelle de biosphère d'État de Kronotski, une réserve de biosphère (RB) reconnue par l'UNESCO en 1984.

## Histoire
Le parc a été créé en 2009 sur la base des 4 parcs distincts Nalytchevo, Bystrinski, Kamtchatka du Sud et Klioutchevskoï. Le but de la restructuration a été de corriger des erreurs commises lors de la création des parcs originaux en 1995 qui utilisait la nouvelle législation en la matière. Le nouvel ensemble ne reprend que des terres appartenant à l'État, à l'exclusion de terres de particuliers ou sociétés propriétaires (les anciennes limites reprenaient de nombreux gisements aurifères).
Depuis le mois d'août 2015, une réserve naturelle de saumon a été rattachée à l'ensemble des parcs.